# 植田欣二
植田 欣二（うえだ きんじ、1889年〈明治22年〉3月12日 - 没年不明）は、日本の会社役員、鳥取県多額納税者、地主。保証責任西伯南部製糸販売利用組合理事。山陰土地取締役。

## 人物
鳥取県西伯郡天津村大字福成（現・南部町福成）出身。植田豊三郎の二男。1923年、家督を相続する。農業を営む。貴族院多額納税者議員選挙の互選資格を有する。住所は鳥取県西伯郡天津村大字福成。

## 家族・親族
植田家
- 祖母・ちよ（1849年 - ?、植田善十郎の長女）[2]
- 父・豊三郎[2]（大地主[注 2]）
- 母・ふさの（1868年 - ?、鳥取、高田増次郎の二女）[2]
- 妻・隆栄（1894年 - ?、鳥取、高田博愛の妹[2]、高田繁太郎の二女[10]）
- 息子[3]

親戚
- 妻の父・高田繁太郎（福万の高田家11代目、農業、資産家[10]、大地主）
- 妻の兄・高田博愛（高田家12代目、農業、鳥取県多額納税者）
- 後藤市右衛門（質商、鳥取県多額納税者）